# In the Tall Grass
In the Tall Grass és una pel·lícula de terror del 2019 dirigida per Vincenzo Natali, està basada en la novel·la homònima d'Stephen King i Joe Hill, publicada el 2012.

## Sinopsi
Després d'escoltar el crit d'auxili d'un nen, dos germans s'aventuren en un camp d'herba alta a Kansas, on aviat descobriran que no tenen escapatòria.

## Repartiment
- Patrick Wilson: Ross Humboldt.
- Harrison Gilbertson: Travis McKean.
- Rachel Wilson: Natalie Humboldt.
- Laysla De Oliveira: Becky DeMuth.
- Will Buie Jr: Tobin Humbolt.
- Avery Whitted: Cal Demuth.[2]